# Rubrinectria olivacea
Rubrinectria olivacea är en svampart som först beskrevs av Seaver, och fick sitt nu gällande namn av Rossman & Samuels 1999. Rubrinectria olivacea ingår i släktet Rubrinectria och familjen Nectriaceae.   Inga underarter finns listade i Catalogue of Life.